# Swetlana Anatoljewna Prjachina
Swetlana Anatoljewna Prjachina (russisch Светлана Анатольевна Пряхина, wiss. Transliteration Svetlana Anatol'evna Prjachina; * 29. Juli 1970 in Wolgograd, Sowjetunion) ist eine ehemalige russische Handballspielerin, die an den Olympischen Sommerspielen 1992 teilnahm.

## Karriere
Prjachina begann das Handballspielen im Grundschulalter in ihrer Geburtsstadt. Nachdem Prjachina anschließend in Smolensk gespielt hatte, schloss sie sich im Jahr 1986 dem sowjetischen Verein GK Kuban Krasnodar an. Bei Kuban gehörte die Außenspielerin anfangs dem Kader der zweiten Mannschaft an und rückte nach etwa einem halben Jahr in die Erstligamannschaft auf. Mit Kuban gewann sie 1987 und 1988 den Europapokal der Pokalsieger sowie 1989 und 1992 die sowjetische Meisterschaft. Prjachina beendete später bei Kuban ihre Karriere.
Prjachina gewann mit der sowjetischen Juniorinnennationalmannschaft im Jahr 1989 die U-20-Weltmeisterschaft. Sie gewann mit der sowjetischen Nationalmannschaft den Titel bei der Weltmeisterschaft 1990. Zwei Jahre später folgte mit dem Mannschaft der Gemeinschaft Unabhängiger Staaten der Gewinn der Bronzemedaille bei den Olympischen Spielen in Barcelona. Während des olympischen Turniers erzielte sie sechs Treffer in fünf Partien. Anschließend gehörte sie dem Kader der russischen Nationalmannschaft an.